# Танерсвил (Њујорк)
Танерсвил (енгл. Tannersville) град је у америчкој савезној држави Њујорк.

## Демографија
По попису из 2010. године број становника је 539, што је 91 (20,3%) становника више него 2000. године.
| Група             | 2000.       | 2010.       |
| Белци             | 421 (94,0%) | 500 (92,8%) |
| Афроамериканци    | 4 (0,9%)    | 2 (0,4%)    |
| Азијати           | 1 (0,2%)    | 7 (1,3%)    |
| Хиспаноамериканци | 13 (2,9%)   | 22 (4,1%)   |
| Укупно            | 448         | 539         |